# プーリー (犬種)
プーリー（英語: Puli）/ プリ（ハンガリー語: puli）はハンガリー原産の牧畜犬の一犬種。家畜を守るための犬として作出され、よじれた長い縄状のドレッドロックスのようなその被毛は、ほぼ完璧な防水力を持っている。中型犬で親しみやすい外見をしており、ハンガリー原産でコモンドールと呼ばれるさらに大型のよく似た品種もいる。

## 外観

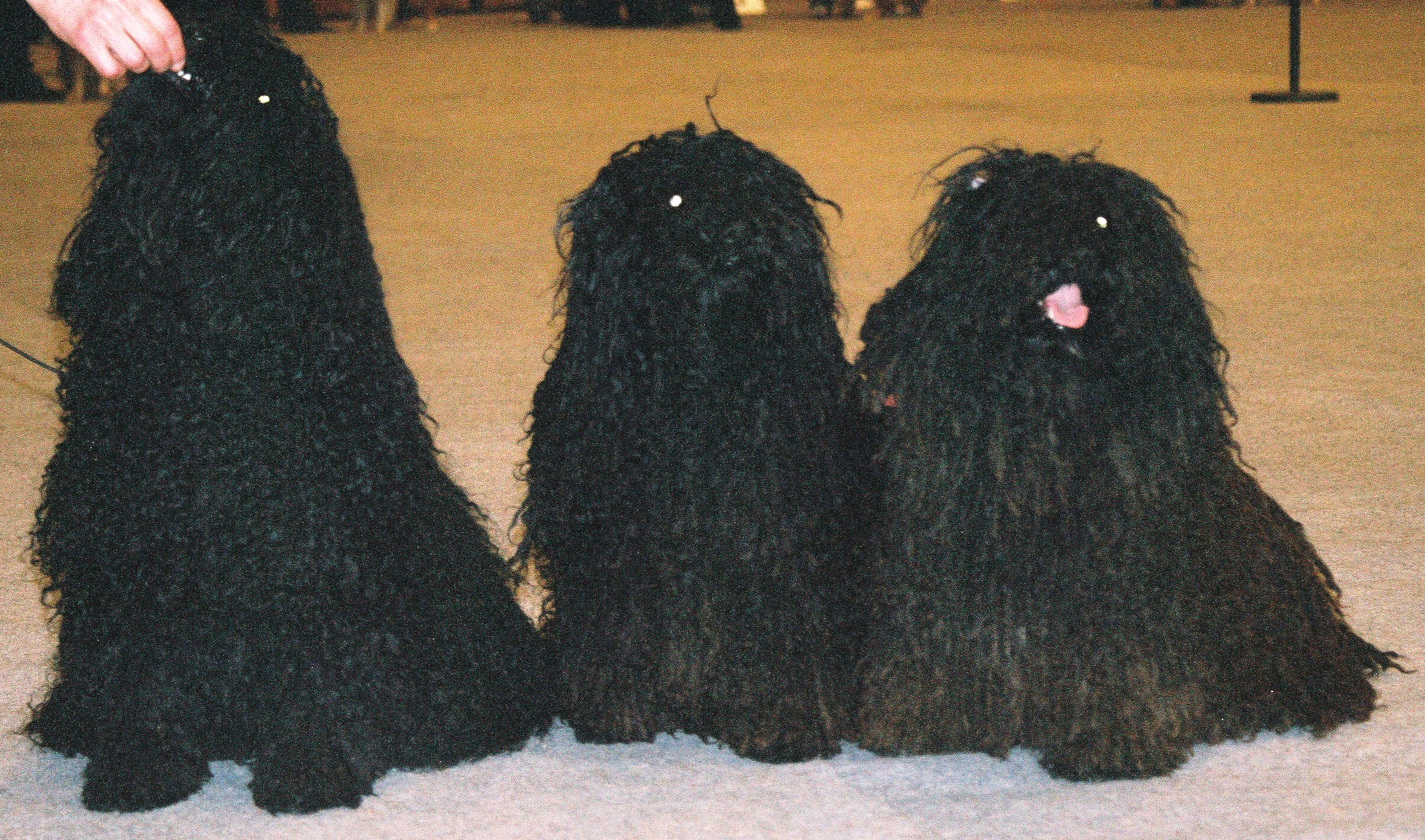
黒い被毛のプーリー

被毛は単色でその多くは黒一色だが、白、グレイ、クリームの個体も存在する。クリームの被毛のプーリーは鼻先が黒くなっていることが多い。アメリカンケネルクラブのスタンダードではメスの体高が42cm、オスが43cm程度とされており、体重はメスが10kgから11kgほどで、オスはそれよりもやや重い。縄状の被毛には個体差があり、細く巻いているもの、太く巻いているもの、あるいは断面も平らであったり円型とさまざまで、これは被毛の質とアンダー・コート、オーバー・コートのバランスが影響している。
特徴的なロープのような縄状の被毛は細く巻くほどよいとされ、清潔で見苦しくない魅力的な容姿を維持するには、相当な手間と時間を要する。加齢とともに被毛は伸び続け、地面に届くくらいの長さにまで達することがある。維持にかかる手間を軽減する目的で被毛を短くカットしてしまうこともあるが、長い縄状の被毛は多くの飼育者にとってこの犬種の魅力となっている。短く刈られた被毛はそれ以上伸びない場合があり、この犬種には被毛の生え換わりがほとんど見られないことがその原因である。

## 概説

### 性質
プーリーは知的で活動的な犬種である。身軽ですばやく敏捷で、急な方向転換も難なくこなし、競技会のための訓練もこなす能力を持っている。飼育者にはとても忠実で、緊密な関係を築くことのできる犬種だが、見知らぬ他人には警戒を怠らない。もともと牧畜犬としての用途と家畜を外敵から守ること（護畜犬）の両方を目的として繁殖されてきた。番犬としても優れ、飼育者とそのテリトリーへの守護意識は非常に強い。敏感、遊び好きで勇気があり、一生を通じて仔犬のように活動的である半面、頑固でわがままな面を持つこともある。
使役犬としてのプーリーは非常に素直で、命じられた仕事を集中して最後までこなすことができるため、警察犬として使われているプーリーも存在している。牧畜犬、番犬としての能力も高く、家畜の群れへの保護意識が強い。身体がそれほど大きくないにもかかわらず外敵を威嚇、追い払おうとし、自身が傷を負うこともめったにない。
家庭犬としてのプーリーはよい番犬となり、信頼が置ける家族の守護者となる能力を持っている。飼育者家族を自分の群れの一員とみなし、他人に対しては危害を加えないことが分かるまでは警戒心を緩めない。危険を感じると警告なしに攻撃してくることがあるため、必要以上に不用意に近づかないことが望ましい。しつけ次第では非常に気ままで頑固な犬になってしまう可能性があり、飼育者は毅然とした意志を持ち、犬に自分が上位者であることを示すことが必要となる。

### しつけ
プーリーは活動的で判断力豊かな犬種であり、これは牧畜犬として改良、繁殖されてきたことに由来する。生まれながらの「羊飼い」で、家庭犬として育てられたとしても、本能的に羊や家畜を一か所に集める作業をこなすことができる。服従訓練は幼犬のころから始めたほうがよく、成長してからでは独立心が強くなりすぎるため、しつけをするのが困難になる場合がある。

## 歴史

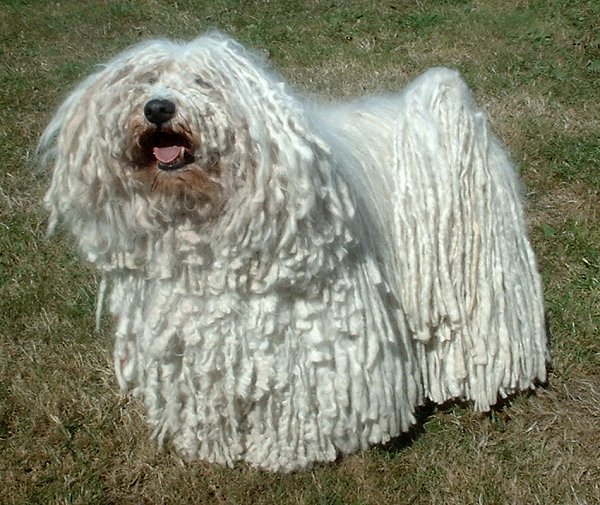
白い被毛のプーリー

プーリーは非常に古い血統を持つ牧畜犬で、1,000年以上前に中央アジアからの移民によってハンガリーにもたらされ、牧畜犬や護畜犬として使役された。ハンガリーにはより大型で体高が70cm以上に達するがっしりした体格の護畜犬コモンドルが存在し、プーリーと共に家畜の群れの面倒を見ることもあった。昼間に休息していたコモンドールが夜間に家畜の群れの周囲を歩きまわって警戒し、プーリーが昼間の家畜の面倒を見ることが多かった。オオカミやクマが家畜を襲うようなことがあるとプーリーが周囲に警告し、それを受けたコモンドルが外敵を撃退していた。ハンガリーの遊牧民たちにとって、プーリーは年収に匹敵するくらいに価値のある犬だったのである。
現在のプーリーの祖先は古代ハンガリーの牧羊犬だったと考えられる。遊牧民たちが家畜の群れとともに、牧畜犬として使役されていたプーリーをカルパート盆地に持ち込んだ。コモンドールやクーバースといった大型犬種は番犬として使役され、中型犬のプーリーは家畜をまとめる牧畜犬として使役されていた。20世紀初頭にプーリーが「再発見」されたが、広大な草原での伝統的な遊牧は廃れており集約農業が全盛となっていた。プーリーは牧畜犬ではなく、家庭犬として飼育されるようになっていった。第二次世界大戦後プーリーは人気が下がり、以前のような人気のある犬種ではなくなっている。

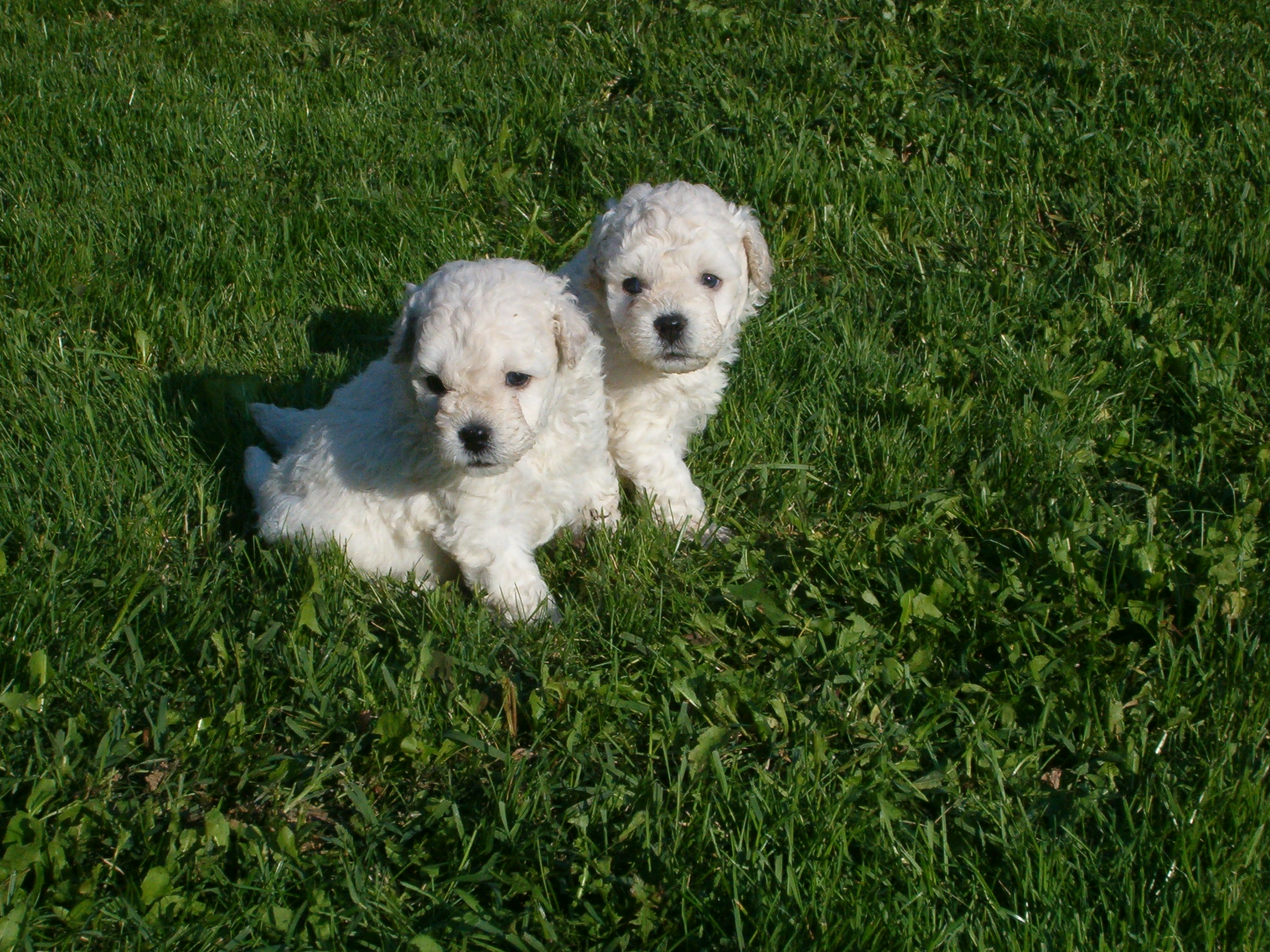
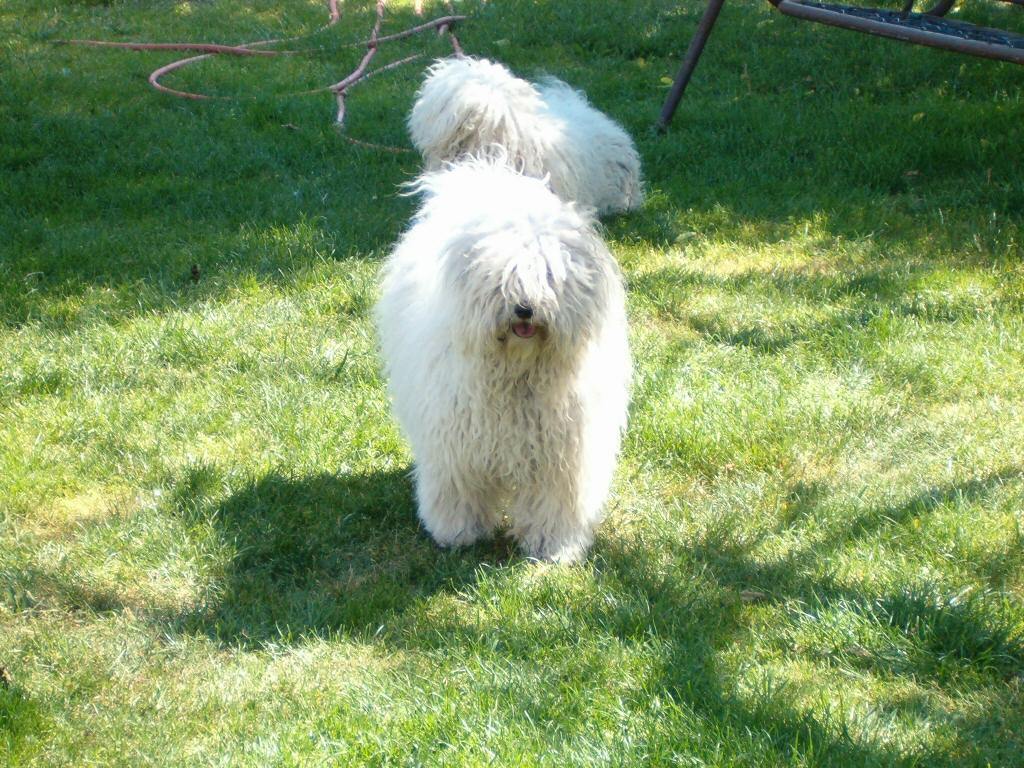
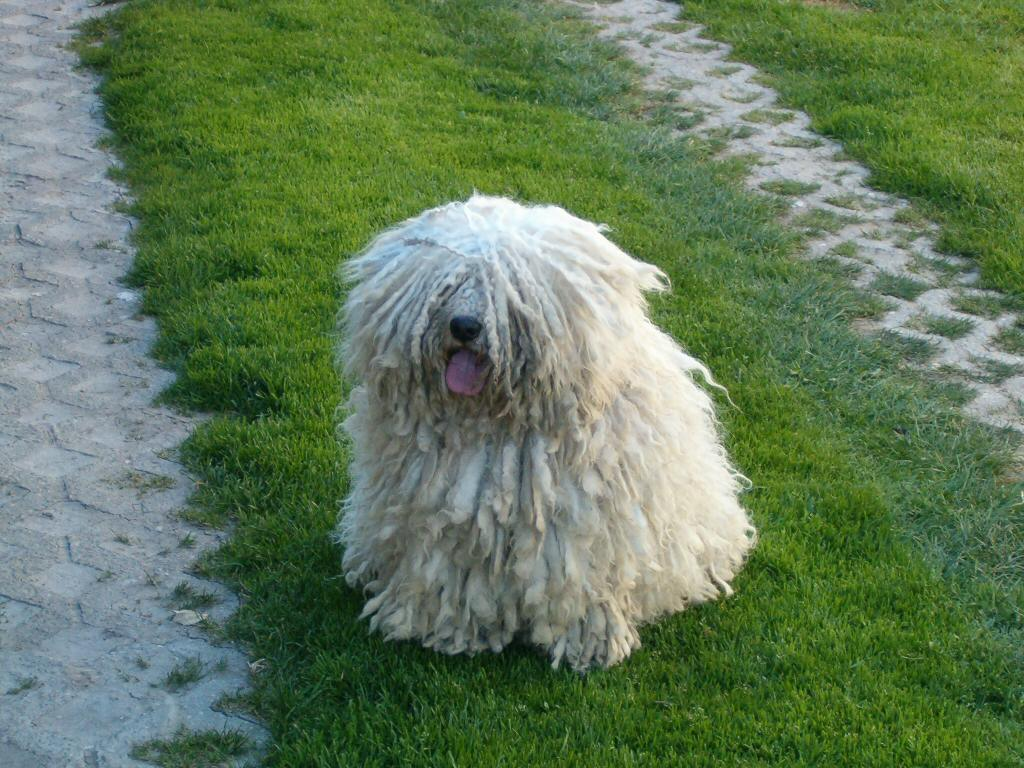